# Gediminas Dalinkevičius
Gediminas Dalinkevičius (*  3. September 1946 in Kaunas) ist ein litauischer Politiker und Geiger.

## Leben
1962 absolvierte er das Juozas Gruodis-Musiktechnikum und 1968 das Diplomstudium als Geiger-Solist an der Musik- und Theaterakademie Litauens. 1972 arbeitete er am Komponistenhaus als Direktor, 1975 bei der Lietuvos nacionalinė filharmonija als Abteilungsleiter und stellv. Direktor. 1988 gründete er das Kammerorchester Kaunas und leitete es als Kunstleiter und Dirigent. 1992 leitete er das internationale Orchester „Solisti Baltia“. 1995 arbeitete er als Unterabteilungsleiter in der Verwaltung von Bezirk Kaunas. Von 2000 bis 2001 war er Mitglied im Stadtrat Vilnius.  Von 2000 bis 2004 war er Mitglied im Seimas und Vorsitzender des Ausschusses für Menschenrechte. 2006 leitete er die Artūras-Paulauskas-Stiftung.
Ab 1998 war er Mitglied der Naujoji sąjunga, 2003 der Lietuvos socialdemokratų partija.
Er ist verheiratet. Mit Frau Dalia hat er die Töchter Eglė, Dovilė und Indrė sowie den Sohn Vytis.